# السرعة السطحية
إن السرعة السطحية (أو سرعة التدفق السطحي), في هندسة التدفق متعدد الأطوار وفي تدفق الوسائط المسامية, هي سرعة افتراضية (صناعية) لـ السوائل يتم حسابها كما لو كان الطور أو السائل المحدد هو الوحيد المتدفق أو الموجود في قطاع عرضي معين. ويتم تجاهل ما سواها من الأطوار والجزيئات وهيكل الوسط المسامي وغير ذلك مما يوجد داخل القناة.
تستخدم السرعة السطحية في العديد من المعادلات الهندسية؛ لأنها القيمة التي يتم التعرف عليها بسهولة كما أنها لا تتسم بالغموض في حين تتغير السرعة الحقيقية من مكان لآخر في الغالب، كما أن متوسطها لا يتوفر بسهولة في أنظمة التدفق المركبة وتخضع للافتراضات.
ويمكن التعبير عن السرعة السطحية كما يلي:
{\displaystyle u_{s}={\frac {Q}{A}}}
حيث أن:
- us - السرعة السطحية لطور محدد, م/ث
- Q - معدل تدفق حجم الطور, م3/ث
- A - مساحة القطاع العرضي, م2

باستخدام مفهوم المسامية والتبعية بين الحركة الأفقية للهواء، فإنه يمكن التعبير عن سرعة السائل والسرعة السطحية (للتدفق أحادي البعد)كما يلي:
{\displaystyle u_{s}=\phi v}
حيث أن:
- {\displaystyle \phi } هي المسامية وبدون أبعاد
- v هي سرعة حركة الهواء الأفقية, م/ث.

يمكن أن تبقى السرعة الفيزيائية الموضعية مختلفة مقارنة بسرعة حركة الهواء الأفقية؛ لأن ناقل تدفق السائل الموضعي لا يلزم أن يكون موازيًا لمتوسط التدفق. كما أنه يمكن أن يكون هناك ضيق موضعي في قناة التدفق.